# Кокенай Борис Якович
Борис Якович Кокенай (нар. 20 грудня 1892, Феодосія — 24 липня 1967, Ростов-на-Дону) — видатний караїмознавець, збирач матеріальної і духовної спадщини караїмського народу, краєзнавець.

## Біографія
Борис Кокенай народився на зламі століть та епох, тож знакові події XIX та XX століть не оминули цього караїмського діяча.

### Родина і народження
Борис Кокенай народився взимку 1892 року в Феодосії в патріархальній родині Якова Кокеная — меламеда місцевої караїмської школи. Це була знана й шанована караїмська сім'я, предки якої відіграли велику роль у житті караїмів.
По батьківській лінії Борис — нащадок, в 16-му поколінні, відомого караїмського вченого та історика Ісаака Шеломо Ель Дура, похованого в некрополі Балта Тіймез. Його батько, Яків (1835 р. — 23.08.1897), знаний караїмський меламед, добре знався з караїмами-просвітителями Самуїлом Пампуловим та Іллею Казасом, а професору Хвольсону допомагав у дослідженні надгробних пам'ятників Кале і читанні їх епітафій. Матір, Біїм Яківна Софер (14.04. - 1926 р.) — також творча особистість, досконало знала обряди, звичаї та караїмську мову, якою писала свої вірші та елегії.
Дитинство Якова пройшло в родинному колі, він вивчав рідні обряди та звичаї, але воно було ускладнене передчасною смертю батька, в 1896 році, коли синові було лише 4 роки. Тож Борисом почали опікуватися ще й батькова родина (такий звичай у караїмів).

### Навчання
Ази знань Борис почерпав у матері, потім пішов до початкової караїмської школи, що розташовувалася в кенасі і навпроти їхнього дому. Старші вихованці мідраше, ще пам'ятали науку його батька, тому допомагали його синові освоїтися в школі.
Сабі (сирота) Кокенаєм опікувалися старші та вчителі, особливо Т. Леві-Бобович, який став його наставником упродовж усього життя, (вони листувалися до середини XX століття, коли Леві-Бобович жив аж в Єгипті). По закінченню школи здібного учня, Бориса Кокеная, було зараховано до місцевої гімназії. В ній він провчився шість років, але хвороба та часи революцій в Росії змусили юнака полишити навчання.

### В часи революції
Вже навчаючись в гімназії, Борис захоплювався караїмським краєзнавством, він часто почав навідуватися до давньої столиці караїмів Чуфут-Кале, заприятелював з родиною газзана Дубинського та братами Пігіт (останніми мешканцями печерного міста). Невдовзі, з 1917 по 1918 рік, він разом з синами Дубинського зайнявся землеробством в Чуфут-Кале, не надто успішно.
Згодом, його було порекомендовано до Караїмського педагогічного інституту (створеного на базі колишнього Олександрійського караїмського духовного училища).  Борис Кокенай недовго вчився в інституті, оскільки і його закрили. Але це дало можливість юнакові офіційно викладати в початкових школах, і мати роботу в скрутний та непевний час. Відомо, що Кокенай навчав дітей татарських шкіл в кількох кримських селах, зокрема в Кокташе.

### Переїзд до Ростова-на Дону
Утвердження Країни Рад на півострові зумовило численні репресії та нападки на національні меншини, що вилилося в подальше зубожіння та голод. Тому родина Кокеная перебралася з Феодосії до Ростова-на-Дону. Там він влаштувався на роботу телеграфіста і продовжував караїмські дослідження.
Забезпечений роботою, Борис Кокенай тепер мав час на своє захоплення — караїміку. Спочатку він упорядкував батьківську бібліотеку та зібрані ним записи звичаїв та історії караїмів. Спраглий до знань, хоч і не міг навчатися офіційно, він тоді зайнявся своєю самоосвітою. За невеличкий термін він уже вдосконалив свою староєврейську мову та турецьку та почав оволодівати арабською і французькою мовами. Робота і самоосвіта не стала на заваді і його краєзнавство: продовжив збирати караїмські рукописи та літературу, фольклор, народну медицину, кухню, предмети побуту; аналізував та досліджував історію і культуру, питання походження, спосіб життя, заняття караїмів. На цей час і припадають його публікації в журналах «Karaj Awazy», «Onarmach», «Myśl Karaimska».

### Спасіння караїмів від знищення
Коли відголоски 2-ї Світової війни докотилися до Ростова-на-Дону, Борис, якого не брали до лав армії через здоров'я, прислужився містянам іншим чином. Спершу він брав участь у знешкодженню завалів від бомбардувань міста, будучи бійцем протиповітряної оборони, по ночах чергував на дахах, знешкоджуючи запальні бомби.
Коли до міста увійшли німці, його знання мов стало в пригоді для налагоджування комунікацій. Коли ж виникла серйозна криза, із ймовірністю знищення всіх караїмів (послідовників юдаїзму), ґрунтовні знання караїмської історії та релігії допомогли переконати німецьку адміністрацію у національній відмінності євреїв та караїмів. Доречними стали тоді переклади на німецьку мову: його книжки «Крымские караимы», матеріали щодо національного складу народів СРСР (Академія Наук) та видана в Туреччині робота Соломона Шапшала про кримських караїмів-тюрків (в якій караїми віднесені до тюркських народів ще в 1927 році).
Зберігши життя сотням караїмів у Ростові-на-Дону, Борис не зумів уберегти свого рідного брата, який викладав в ремісничому училищі і проживав в Краснодарі. Старшого брата Соломона було розстріляно 21 серпня 1942 року в числі 3000 замордованих євреїв та караїмів.

### Краєзнавча караїміка
Після війни Борис Кокенай з новими зусиллями поринув у свої караїмські дослідження. Працюючи й далі телеграфістом він мав змогу спілкуватися з багатьма караїмами з різних куточків Європи і світу. Сірай Шапшал, С. М. Кальф-Каліф, Д. М. Гумуш листувалися з Кокенаєм і захоплювалися його  жертовністю у караїмських справах. Борис продовжував навідуватися до Криму, Чуфут-Кале та Євпаторії і збирати свою колекцію.
Новим поштовхом у роботі Кокеная стало знайомство з Семітою Кушуль, яка також збирала караїмську старовину та досліджувала караїмські звичаї, обряди. Їхня самовідданість караїмознавству підтримувала одне одного, маючи однодумців було легше опрацьовувати матеріали, спільно перекладали стародруки, відновлювали обрядові речі і Борис уже планував повернення до Криму назавжди.
Але хвороба Кокеная чимраз дужче давала про себе знати. Коли ж побутові негаразди почали переслідувати його (будівля в якій жив розвалювалася і потребувала капітального ремонту) він попрохав Семіту Кушуль прихистити, ненадовго, його зібрання-колекцію у себе. Важкий переїзд та необлаштованість ще більше підірвали здоров'я Кокеная і 24 червня 1967 року він помер.

## Колекція Бориса Кокеная
Колекція Бориса Кокеная стала визначальною для досліджень караїмів, їхніх звичаїв, історії, релігії. Проте через побутові обставини та хворобу йому довелося її передати на збереження своїм однодумцям. Але й ті, під тиском радянської атеїстичної машини, змушені були більшу частину передати в архівні заклади (заради збереження). Загалом, караїмську колекцію Кокеная розділяють на 4 напрями:
I. Колекція книжок — основу колекції складав ще батько Бориса - Яків. У ній зібрані рукописи караїмських та єврейських авторів староєврейською мовою. Більшість з них передані Науковій бібліотеці Вільнюського університету у 1981 році, згодом бібліотекою було засновано фонд імені Б. Я. Кокеная - С. І. Кушуль.
II. Караїмсько-російський словник - Борис Кокенай складав його впродовж всього свого життя. Цей словник цінний і відомий тим, що в ньому зібрані караїмські слова, яких немає у мові кримських татар, вказуючи самостійність караїмської мови. На основі цього зібрання був написаний ще один словник, вже караїмсько-російсько-польський (складений за допомогою академії наук СРСР, Литовської РСР і Польщі).
III. Картотека караїмських прислів'їв і приказок - Картотеку Кокеная Бориса Яковича складають більше 1500 висловів, записаних караїмським шрифтом, подеколи зустрічаються неперекладені вислови на російську мову. Лише згодом Д. М. Гумуш переписав збірку, переклавши до кінця всі приказки, а обробив і опублікував її відомий караїм і керівник наукового центру Асоціації кримських караїмів Ю. А. Полканов, який активно досліджував і цікавився караїмською історією та культурою.
IV. Предмети караїмської культури (одяг, ритуальні речі) — ці артефакти Борису Кокенаю дістались у спадок від предків. Коли у Євпаторії відкриється національний музей, організований караїмською спільнотою, туди ж і віддадуть всі старовинні предмети.

## Творчі надбання
- Borys Kokenaj «Medżuma, karaj bitigi» // A«leksander Mardkowicz Karaj Awazy». — Łuck, 1934 р. . — № 6. — С. 14 — 17. (пол.);
- «Medżuma — karaimska książka» / Borys Kokenaj; Tłumacz Anna Sulimowicz. — «Tisłemłeri Askanłyknyn — Okruchy przeszłości». — «Tłumaczenie artykułu opublikowanego w Karaj Awazy 1933», z. 6, s. 14 — 17 // Awazymyz — 2007 р. , z. 2 (16), s. 3 - 5 (пол.);
- Borys Kokenaj «Ata-sezłeri Krymły Karajłarnyn» // «Aleksander Mardkowicz Karaj Awazy». — Łuck, 1935 р. . — № 8. — С. 19 — 22. (пол.);
- «Библиография» / Б. K. (Борис Кокенай). — «К выборам гахама». // «Караимское слово» — 1913 р. , z. 2, s. 20 (рос.);
- «Посещение Императором Александром I Кале» / Б. K. (Борис Кокенай). // «Караимское слово» — 1913 р. , z. 3 - 4, s. 3 - 4  (рос.);
- «Stosunki agrarne Karaimów na Krymie» : (Zarys statystyczny) / Borys Kokenaj. // Myśl Karaimska — 1929 р. , T. 2, z. 1, s. 32 - 36 (пол.);
- «Bir-nieča bergianliar Karaj sioz-bitiktian» : «(Bibliografiafijasyndan Tenachnyn redakcijasynda J. Maleckinin.)» / Jakub Malecki. — «Tekst karaimski» // «Onarmach» — 1939 р. , z. 3, s. 25 - 31. (пол.).

## Вшанування
Жертовна праця Бориса Кокеная заради караїмського народу, належно оцінена його соплемінниками: в пам'яті та публікаціях, в іменному фонді, встановленні меморіального йолджиташа на караїмському некрополі Балта Тиймез.
Отримавши цінний книжковий подарунок від караїмів Криму, представники Наукової бібліотеки Вільнюського університету захотіли віддячитися Семіті Кушуль, на її прохання це зібрання було оцінене (більше 15 тисяч рублів) і за сприяння бібліотеки проведено упорядкування могили Бориса Кокеная та його дружини. Пізніше ще й відновили пам'ятник Фірковичу в караїмському некрополі поблизу Чуфут-Кале та вшанували краєзнавця, чиє зібрання у них зберігалося, встановленням караїмського безмогильного пам'ятника «йолджи таш» для Бориса Яковича Кокеная.